# دهستان کلین

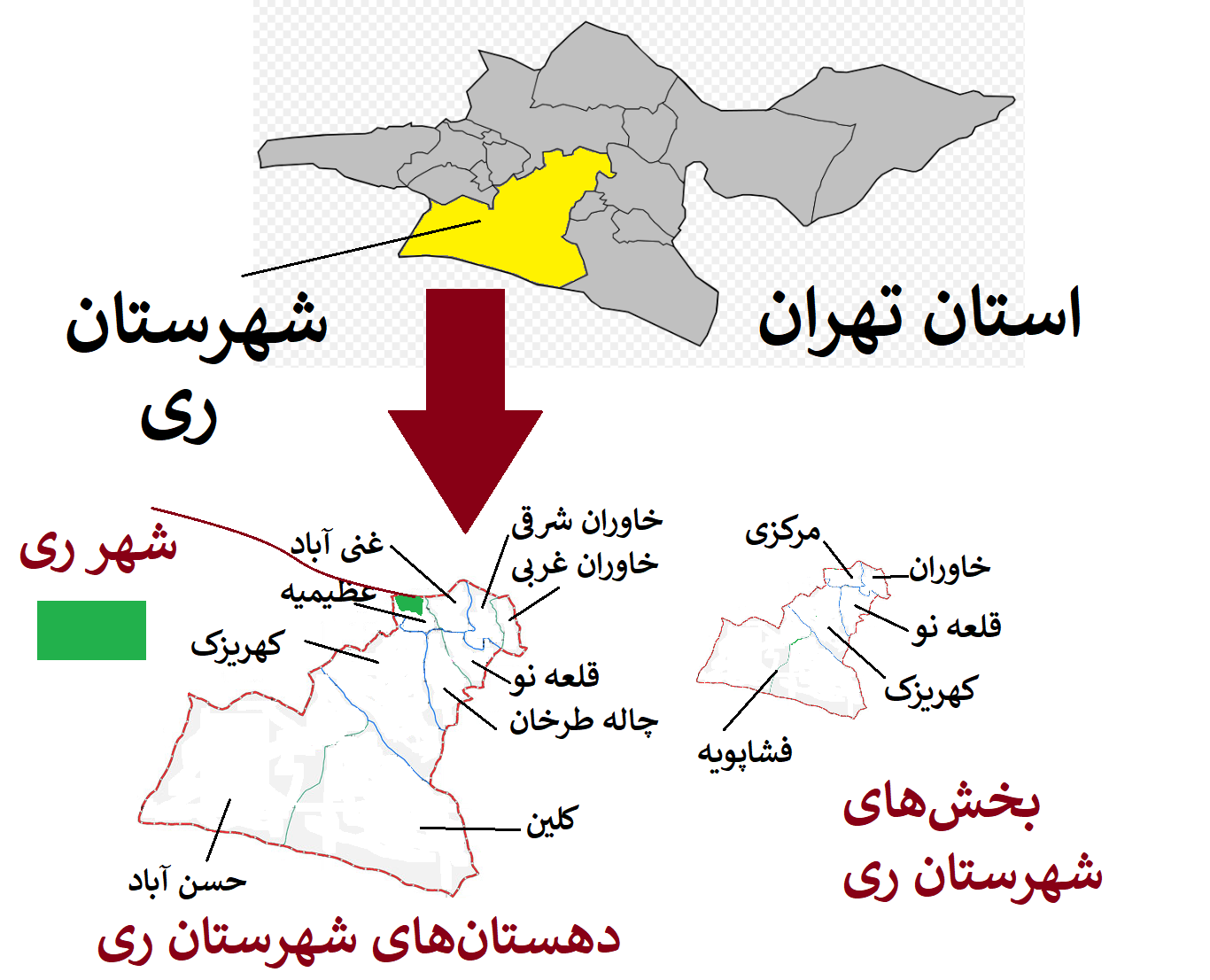
بخش‌ها و دهستان‌های شهرستان ری

دهستان کلین نام دهستانی در بخش فشاپویه شهرستان ری، استان تهران در ایران است. براساس سرشماری مرکز آمار ایران در سال ۱۳۸۵، جمعیت آن ۳۸۵۹ نفر (۹۴۲ خانوار) بوده‌است.